# Sie sehen dich
Sie sehen dich (Originaltitel: Zachowaj spokój) ist eine polnische Krimi-Thriller-Miniserie, die auf dem gleichnamigen Roman von Harlan Coben basiert. Die Serie wurde am 22. April 2022 weltweit auf Netflix veröffentlicht.

## Inhalt
Nachdem der beste Freund von Adam auf einer mysteriösen Weise verschwunden ist, beginnt ihre Mutter Anna seinen Sohn heimlich zu überwachen, indem sie eine Spionage-App auf seinem Smartphone installiert. Als Adam spurlos verschwindet, versuchen Anna und ihr Ehemann Michał, die Wahrheit hinter seinem Verschwinden aufzudecken.

## Produktion
Die Serie wurde von der Produktionsfirma ATM Grupa realisiert. Das Drehbuch stammt von Agata Malesińska und Wojciech Miłoszewski. Regie führten Bartosz Konopka und Michał Gazda. Die Drehabrieten fanden im Fort Cze in der Warschauer Festung statt.
Die Serie wurde am 22. April 2022 auf der Streaming-Plattform Netflix veröffentlicht.

## Besetzung und Synchronisation
Die deutschsprachige Synchronisation entstand nach die Dialogbücher von Wolfgang Seifert und Felix Strüven sowie unter der Dialogregie von  Christine Pappert durch die Synchronfirma CSC-Studio.
| Rolle                     | Schauspieler         | Synchronsprecher           |
| ------------------------- | -------------------- | -------------------------- |
| Anna Barczyk              | Magdalena Boczarska  | Maria Magdalena Wardzinska |
| Michał Barczyk            | Leszek Lichota       | Oliver Hörner              |
| Paweł Kopiński            | Grzegorz Damiecki    | Sven Gerhardt              |
| Kaja Kopińska             | Kaja Kopińska        | Emily Seubert              |
| Franciszek Trybała        | Adam Nawojczyk       | Volker Hanisch             |
| Gajos                     | Mikołaj Śliwa        | Jonas Minthe               |
| Laura Goldsztajn-Kopińska | Agnieszka Grochowska | Manja Doering              |
| Renata Kordowska          | Monika Kwiatkowska   | Kristina von Weltzien      |